# Marienkapelle (Stockhausen)

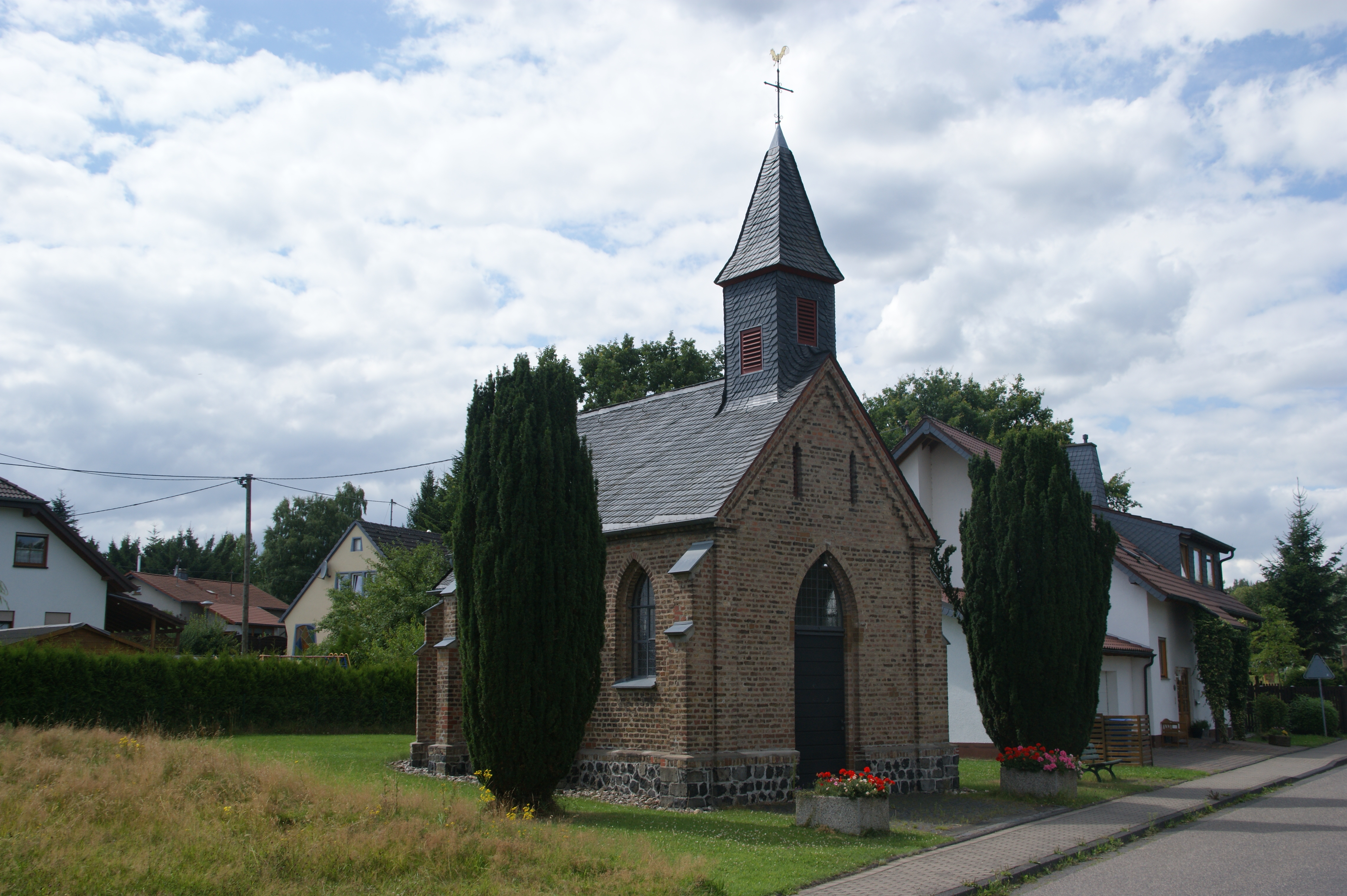
Marienkapelle (2009)

Die katholische Marienkapelle in Stockhausen, einem Ortsteil der Ortsgemeinde Windhagen im rheinland-pfälzischen Landkreis Neuwied, wurde von 1884 bis 1886 errichtet. Sie steht als Kulturdenkmal unter Denkmalschutz.

## Geschichte
Der Bau der Kapelle geht auf zwei Ortsbewohner zurück, die am Deutsch-Französischen Krieg (1870/71) teilnahmen und für den Fall ihrer unbeschadeten Heimkehr Stockhausen ein Gotteshaus stiften wollten. Dafür stellten sie ein Grundstück zur Verfügung, auf dem 1884 die Errichtung der Kapelle bei finanzieller Unterstützung der Dorfgemeinschaft begonnen wurde. 1885 ging sie ins Eigentum der Pfarrei Windhagen über, im darauffolgenden Jahr wurde sie fertiggestellt. Die Weihung auf „Maria der Immerwährenden Hilfe“ erfolgte erst 1890.
Erste Renovierungen der Kapelle erfolgten in den Jahren 1910 und 1933, 1937 eine Erneuerung des Glockenturms und eine Neubedachung. Anfang der 1970er-Jahre befand sich die Kapelle in einem baulich schlechten Zustand und sollte neugebaut werden, wurde aber schließlich als Beispiel für die „sakrale Bauweise der Entstehungszeit um 1890“ unter Denkmalschutz gestellt und aufwändig saniert. Der Innenraum wurde letztmals 2009 grundlegend erneuert.

## Architektur
Die Kapelle ist ein neugotischer Saalbau aus Backstein mit verschiefertem Satteldach und Glockentürmchen (Glocke von Christian Claren, Sieglar, bezeichnet 1888). Der Sockel besteht aus Bruchsteinen, der Chor wird polygonal abgeschlossen. Zur Ausstattung gehören Bildnisse der Mutter Gottes, des heiligen Josef und des heiligen Antonius. Aus dem Jahre 1986 stammt ein Bronzekreuz des Bildhauers Egino Weinert am Altartisch mit einer Jesusdarstellung.